# Baby, It’s Cold Outside
Baby, It’s Cold Outside (Liebling, es ist kalt draußen) ist ein Popsong. Text und Musik stammen von Frank Loesser. Loesser schrieb das Duett 1944 und führte es zuerst mit seiner Frau, Lynn Garland, auf. In dem Lied möchte eine Person die andere gerade verlassen, um nach Hause zu gehen, und wird von dieser zum Bleiben überredet. Verschiedenste vorgebrachte Argumente werden nach und nach – teils recht fadenscheinig – zu entkräften versucht.

## Übersicht
Es gibt zahlreiche Einspielungen und Arrangements des Songs.
1949 wurde das Lied im Film Neptuns Tochter von Ricardo Montalbán und Esther Williams aufgeführt. Für diese Version erhielt Loesser bei der Oscarverleihung 1950 den Oscar für den besten Song.
Eine deutschsprachige Textfassung unter dem Titel Baby, es regnet doch wurde von Ralph Maria Siegel verfasst. Sie wurde unter anderem von Rita Paul und Peter Cornehlsen (1949), Rita Paul und Bully Buhlan (1950), Renée Franke und Heinz Erhardt (1950), Ruth Zillger und Ilja Glusgal (1950), Evelyn Künneke und Erwin Halletz (1951), Nana Gualdi und Fred Weyrich (1965), Greetje Kauffeld und Bully Buhlan (1973), Marika Lichter und Gerhard Bronner (1978) sowie Gunther Emmerlich und Rosay Wortham (1990) interpretiert. Eine weitere deutschsprachige Fassung unter dem Titel Mach’s gut, ich muß geh’n aus der Feder von Manfred Krug wurde von Manfred Krug zusammen mit Beate Barwandt (1974), Fanny Krug (2001) sowie mit Uschi Brüning (2014) aufgenommen. Der Diskograf Tom Lord listet im Bereich des Jazz insgesamt 85 (Stand 2017) Coverversionen, u. a. von Johnny Mercer, Ella Fitzgerald, Cab Calloway, Pearl Bailey, Svend Asmussen, Louis Armstrong, Sammy Davis, Jr., Neal Hefti, Ray Charles, Ted Heath, Jimmy Smith, Shirley Scott/Kenny Burrell, Dianne Reeves/Lou Rawls und Ben Webster.

## Varia
Der Radiosender Star 102 Cleveland strich den Song am 2. Dezember 2018 aus dem Programm. Als Grund werden Beschwerden angegeben, der Song sei in Zeiten von MeToo nicht mehr vertretbar. Er sei sexistisch und latent sexuell übergriffig.
John Legend und Kelly Clarkson schrieben daraufhin das Lied im Jahr 2019 um.

## Chartplatzierungen

### Version von Dinah Shore & Buddy Clark
| Periode   | Höchstplatzierung, GesamtwochenChartsChartplatzierungen (Periode, Platzierungen, Wochen) |
| Periode   | US                                                                                       |
| --------- | ---------------------------------------------------------------------------------------- |
| 1949/50   | US4 (19 Wo.)US                                                                           |
| Insgesamt | US4 (19 Wo.)US                                                                           |

### Version von Margaret Whiting & Johnny Mercer
| Periode   | Höchstplatzierung, GesamtwochenChartsChartplatzierungen (Periode, Platzierungen, Wochen) |
| Periode   | US                                                                                       |
| --------- | ---------------------------------------------------------------------------------------- |
| 1949/50   | US4 (19 Wo.)US                                                                           |
| Insgesamt | US4 (19 Wo.)US                                                                           |

### Version von Don Cornell & Laura Leslie
| Periode   | Höchstplatzierung, GesamtwochenChartsChartplatzierungen (Periode, Platzierungen, Wochen) |
| Periode   | US                                                                                       |
| --------- | ---------------------------------------------------------------------------------------- |
| 1949/50   | US13 (10 Wo.)US                                                                          |
| Insgesamt | US13 (10 Wo.)US                                                                          |

### Version von Ella Fitzgerald & Louis Jordan
| Periode   | Höchstplatzierung, GesamtwochenChartsChartplatzierungen (Periode, Platzierungen, Wochen) |
| Periode   | US                                                                                       |
| --------- | ---------------------------------------------------------------------------------------- |
| 1949/50   | US17 (7 Wo.)US                                                                           |
| Insgesamt | US17 (7 Wo.)US                                                                           |

### Version von Ray Charles
| Periode   | Höchstplatzierung, GesamtwochenChartsChartplatzierungen (Periode, Platzierungen, Wochen) |
| Periode   | US                                                                                       |
| --------- | ---------------------------------------------------------------------------------------- |
| 1961/62   | US91 (2 Wo.)US                                                                           |
| Insgesamt | US91 (2 Wo.)US                                                                           |

### Version von Tom Jones & Cerys Matthews
| Periode   | Höchstplatzierung, GesamtwochenChartsChartplatzierungen (Periode, Platzierungen, Wochen) |
| Periode   | UK                                                                                       |
| --------- | ---------------------------------------------------------------------------------------- |
| 1999/2000 | UK17 (7 Wo.)UK                                                                           |
| 2000/01   | UK99 (1 Wo.)UK                                                                           |
| Insgesamt | UK17 (8 Wo.)UK                                                                           |

### Version von Glee Cast
| Periode   | Höchstplatzierung, GesamtwochenChartsChartplatzierungen (Periode, Platzierungen, Wochen) |
| Periode   | US                                                                                       |
| --------- | ---------------------------------------------------------------------------------------- |
| 2010/11   | US57 (2 Wo.)US                                                                           |
| Insgesamt | US57 (2 Wo.)US                                                                           |

### Version von Idina Menzel & Michael Bublé
| Periode   | Höchstplatzierung, GesamtwochenChartplatzierungen (Periode, Platzierungen, Wochen) | Höchstplatzierung, GesamtwochenChartplatzierungen (Periode, Platzierungen, Wochen) |
| Periode   | UK                                                                                 | US                                                                                 |
| --------- | ---------------------------------------------------------------------------------- | ---------------------------------------------------------------------------------- |
| 2014/15   | UK79 (1 Wo.)UK                                                                     | US78 (1 Wo.)US                                                                     |
|           |                                                                                    |                                                                                    |
|           |                                                                                    |                                                                                    |
| 2018/19   | UK39 (3 Wo.)UK                                                                     | —                                                                                  |
|           |                                                                                    |                                                                                    |
|           |                                                                                    |                                                                                    |
| 2020/21   | UK47 (4 Wo.)UK                                                                     | —                                                                                  |
|           |                                                                                    |                                                                                    |
|           |                                                                                    |                                                                                    |
| 2023/24   | UK94 (1 Wo.)UK                                                                     | —                                                                                  |
| Insgesamt | UK39 (9 Wo.)UK                                                                     | US78 (1 Wo.)US                                                                     |

### Version von Brett Eldredge feat. Meghan Trainor
| Periode   | Höchstplatzierung, GesamtwochenChartplatzierungen (Periode, Platzierungen, Wochen) | Höchstplatzierung, GesamtwochenChartplatzierungen (Periode, Platzierungen, Wochen) |
| Periode   | CH                                                                                 | UK                                                                                 |
| --------- | ---------------------------------------------------------------------------------- | ---------------------------------------------------------------------------------- |
| 2018/19   | CH59 (1 Wo.)CH                                                                     | UK84 (1 Wo.)UK                                                                     |
|           |                                                                                    |                                                                                    |
|           |                                                                                    |                                                                                    |
| 2020/21   | —                                                                                  | UK51 (3 Wo.)UK                                                                     |
| 2021/22   | CH87 (1 Wo.)CH                                                                     | —                                                                                  |
| 2022/23   | CH74 (1 Wo.)CH                                                                     | —                                                                                  |
| 2023/24   | CH53 (3 Wo.)CH                                                                     | —                                                                                  |
| Insgesamt | CH53 (6 Wo.)CH                                                                     | UK51 (4 Wo.)UK                                                                     |

### Version von Dean Martin
| Periode   | Höchstplatzierung, GesamtwochenChartplatzierungen (Periode, Platzierungen, Wochen) | Höchstplatzierung, GesamtwochenChartplatzierungen (Periode, Platzierungen, Wochen) | Höchstplatzierung, GesamtwochenChartplatzierungen (Periode, Platzierungen, Wochen) | Höchstplatzierung, GesamtwochenChartplatzierungen (Periode, Platzierungen, Wochen) | Höchstplatzierung, GesamtwochenChartplatzierungen (Periode, Platzierungen, Wochen) |
| Periode   | DE                                                                                 | AT                                                                                 | CH                                                                                 | UK                                                                                 | US                                                                                 |
| --------- | ---------------------------------------------------------------------------------- | ---------------------------------------------------------------------------------- | ---------------------------------------------------------------------------------- | ---------------------------------------------------------------------------------- | ---------------------------------------------------------------------------------- |
| 2019/20   | —                                                                                  | —                                                                                  | —                                                                                  | —                                                                                  | US45 (1 Wo.)US                                                                     |
|           |                                                                                    |                                                                                    |                                                                                    |                                                                                    |                                                                                    |
|           |                                                                                    |                                                                                    |                                                                                    |                                                                                    |                                                                                    |
| 2021/22   | DE67 (1 Wo.)DE                                                                     | AT58 (2 Wo.)AT                                                                     | CH81 (1 Wo.)CH                                                                     | —                                                                                  | —                                                                                  |
| 2022/23   | DE58 (4 Wo.)DE                                                                     | AT56 (4 Wo.)AT                                                                     | —                                                                                  | UK98 (1 Wo.)UK                                                                     | —                                                                                  |
|           |                                                                                    |                                                                                    |                                                                                    |                                                                                    |                                                                                    |
|           |                                                                                    |                                                                                    |                                                                                    |                                                                                    |                                                                                    |
| 2024/25   | —                                                                                  | —                                                                                  | —                                                                                  | —                                                                                  | US36 (1 Wo.)US                                                                     |
| Insgesamt | DE58 (5 Wo.)DE                                                                     | AT56 (6 Wo.)AT                                                                     | CH81 (1 Wo.)CH                                                                     | UK98 (1 Wo.)UK                                                                     | US36 (2 Wo.)US                                                                     |